# Urecheni
Urecheni è un comune della Romania di 4 185 abitanti, ubicato nel distretto di Neamț, nella regione storica della Moldavia. 
Il comune è formato dall'unione di 3 villaggi: Ingărești, Plugari, Urecheni.